# Aldosteron
Aldosteron – organiczny związek chemiczny z grupy steroidów. Należy do hormonów sterydowych wytwarzanych przez warstwę kłębkowatą kory nadnerczy. Aldosteron należy do grupy hormonów kory nadnerczy określanych jako mineralokortykosteroidy (aldosteron i 11-dezoksykortykosteron).
Regulują one gospodarkę wodno-mineralną ustroju, w ramach tzw. układu RAA (renina–angiotensyna–aldosteron). Razem z 11-deoksykortykosteronem działa on na komórki główne (jasne) kanalików łączących i cewek zbiorczych nerki (także na końcowe odcinki kanalików dystalnych), wzmagając resorpcję zwrotną soli sodowych, hamują ich wydalanie do moczu sodu w postaci chlorku sodu. Wraz z NaCl w ustroju zatrzymana jest woda oraz występuje obniżenie się ilości potasu w płynach ustrojowych.
Aldosteron i słabiej od niego działający 11-deoksykortykosteron ma istotny wpływ na mineralny skład moczu. Zwiększa on wchłanianie (resorpcję) zwrotne sodu w kanalikach dystalnych oraz jego wymianę na jony potasu i wodoru zwiększając tym samym wydalanie potasu przez nerki. W rezultacie rośnie stężenie sodu we krwi i w tkankach, spada zaś jego wydalanie w moczu. Wzrost stężenia sodu w organizmie wywołuje wzrost ciśnienia osmotycznego płynów ustrojowych, zwiększa się więc wydzielanie wazopresyny, która hamuje diurezę i wydalanie wody, aż do ustalenia się normalnych stosunków osmotycznych.
Istnieje wzajemne ścisłe powiązanie między aldosteronem i wazopresyną. Na wydzielanie jednego i drugiego wpływa zmiana objętości krwi krążącej. Na regulację wydzielania aldosteronu ma duży wpływ angiotensyna, oktapeptyd o bardzo silnym działaniu zwężającym naczynia krwionośne. Dzięki temu, mimo że wywołuje wzrost ciśnienia tętniczego, zmniejsza przepływ krwi przez nerki. Działanie to powoduje w konsekwencji zmniejszenie przesączania kłębuszkowego i zmniejszenie ilości wydalanego moczu. Wywiera ona wpływ na procesy transportowe w nerkach, a w konsekwencji wydzielanie aldosteronu w korze nadnerczy.

## Zaburzenia
Hiperaldosteronizm pierwotny lub wtórny – podwyższone stężenie aldosteronu wywołane przerostem kory nadnerczy, gruczolakiem wydzielającym ten hormon lub mutacją genu syntazy aldosteronu. Hiperaldosteronizm obserwuje się w przebiegu nadciśnienia tętniczego i niewydolności serca.
Zespół Liddle’a – mutacja genu kodującego sodowy kanał nabłonkowy, który jest aktywowany przez aldosteron. W wyniku nadmiernej aktywacji tych kanałów rośnie retencja sodu, objętość krwi, pojemność minutowa, opór naczyniowy, a co za tym idzie nadciśnienie tętnicze. Pojawią się obrzęki oraz rozwija się nefropatia. 
Hipoaldosteronizm – powoduje wzrost stężenia potasu we krwi (hiperkaliemia), spadek objętości krwi (hipowolemia) oraz spadek ciśnienia tętniczego. 